# کوسونیو
کوسونیو (به ایتالیایی: Cossogno) یک کومونه در ایتالیا است که در استان وربانو-کوزیو-اوسولا واقع شده‌است.

## خصوصیات
کوسونیو ۴۰٫۱ کیلومترمربع مساحت و ۵۷۱ نفر جمعیت دارد و ۳۹۸ متر بالاتر از سطح دریا واقع شده‌است.